# Ghousabad
Ghousabad – wieś w Iranie, w ostanie Azerbejdżan Zachodni, w szahrestanie Bukan. W 2006 roku liczyła 96 mieszkańców.